# コウヤボウキ属
コウヤボウキ属（こうやぼうきぞく、学名：Pertya Sch.Bip.）はキク科の属の1つ。

## 特徴
多年草または小低木。葉は互生する。
頭花はすべて両性花で、筒状花からなり、果実ができる。総苞は鐘状で総苞片は多列に並んで瓦を敷き詰めたようになる。花冠は筒状で5裂し花弁状に見え、裂片は線形で反り返る。果実はそう果で倒卵状長楕円形、無毛もしくは有毛。
アフガニスタン、タイ、ヒマラヤから中国大陸、台湾、日本に25種あり、日本には6種とそれらの交雑種がある。

## 日本に分布する種
カシワバハグマ節 Sect. Macroclinidium
茎は草質で、頭花が総状または穂状につく。
- カシワバハグマ Pertya robusta (Maxim.) Makino
- オヤリハグマ Pertya triloba (Makino) Makino
- クルマバハグマ Pertya rigidula (Miq.) Makino

コウヤボウキ節 Sect. Pertya
茎は木質で、頭花は枝の先に1個つく。
- コウヤボウキ Pertya scandens (Thunb.) Sch.Bip.
- ナガバノコウヤボウキ Pertya glabrescens Sch.Bip. ex Nakai
- シマコウヤボウキ Pertya yakushimensis H.Koyama et Nagam. - 絶滅危惧IB類(EN)（2015年、環境省）

## ギャラリー
- カシワバハグマ
- オヤリハグマ
- クルマバハグマ
- コウヤボウキ
- ナガバノコウヤボウキ